# Northwestern University Women's Volleyball
La Northwestern University Women's Volleyball è la squadra di pallavolo femminile appartenente alla Northwestern University, con sede ad Evanston (Illinois): milita nella Big Ten Conference della NCAA Division I.

## Storia
La squadra di pallavolo femminile della Northwestern University viene fondata nel 1976. A inizio anni ottanta attraversa il miglior periodo della propria storia, vincendo due volte la Big Ten Conference e qualificandosi con continuità al torneo NCAA Division I, spingendosi fino alle Sweet Sixteen nel 1981.

## Record
| Piazzamento          |   | Edizione                                    |
| -------------------- | - | ------------------------------------------- |
| Tornei NCAA          | 8 | Sweet Sixteen: 1 1981                       |
| Tornei NCAA          | 8 | Secondo turno: 2 2005, 2010                 |
| Tornei NCAA          | 8 | Primo turno: 5 2002, 2003, 1982, 1983, 1984 |
| Titoli di conference | 2 | Big Ten Conference: 2 1983, 1984            |

## Conference
- Big Ten Conference: 1976-

## All-America

### Second Team
- Madalyn Meneghetti (1984)
- Sabel Moffett (2010)
- Temitayo Thomas-Ailara (2022)

### Third Team
- Stephanie Holthus (2012)

## Allenatori
- Mary Conway: 1976-1978
- Jerry Angle: 1979:1993
- Margie Fitzpatrick: 1994-1996
- Kevin Renshler: 1997-1999
- Keylor Chan: 2000-2015
- Shane Davis: 2016-